# Трійця (Коломийський район)
Трі́йця (до 2025 року — Тро́їця) — село Заболотівської селищної громади Коломийського району Івано-Франківської області. До 2020 року входила до Снятинського району.

## Опис
Село розміщене в південній частині Коломийського району і межує з селами Ганнів, Корости та Цуцулин. Також добрими сусідами із сходу є село Ілінці, яке розміщене за лісовою смугою, з півдня село Тростянець, а з півночі, за річкою Прут — Борщів і Хлібичин.
Загальна площа села 2525,8 га. Село розташоване в передгірській зоні на правому березі річки Горочна. При в’їзді в село зі східної сторони на сінокосах урочища "Хомів" розміщений заповідник рідкісних багаторічних трав. В урочищі "Рипи", що знаходиться в західній частині села, є теж заповідна зона, де ростуть рідкісні рослини, що занесені в "Червону книгу України".
Село Троїця входить до Заболотівської селищної громади. Віддаль до районного центру — 25 км, до обласного центру — 90 км, до залізничної станції  селища Заболотів — 13 км.
За народним переказом заснували село три брати-козаки із Придніпров'я. А вони були дуже побожними людьми і вправними майстрами, то збудували на новому місці церкву названу в ім'я Отця і Сина і Святого Духа Троїцькою. Село вперше фіксується 1579 року. У XVII ст. це був невеликий населений пункт, як і більшість поселень Снятинщини. Згідно з подимним реєстром Коломийського повіту від 17 травня 1670 року тут нараховувалось лишень 30 домогосподарств.
З давніх-давен село поділено на кутки з цікавими назвами: Долина, Рівня, Лаз, Петрилів, Осередок, Грабовець, Іванків, Горішній кут Шпитків, Крисівка, Крем Чепець, Теребежі, Мочера, Кокільниці, Діброва, Ями.
Типові прізвища жителів Білейчук, Боднарук, Марчук, Садич, Соник, Чобан, Чорней
Село лежить у передгір’ї Карпат. Горбиста місцевість, лісові масиви надають населеному пункту неповторного природного колориту. Унікальні ландшафти, чисті повітря і вода гірської річки створюють сприятливі умови для розвитку в цих околицях зеленого туризму. Як тут не згадати, ще у центрі села росте величезний дуб, якому майже 300 років. Тут це єдиний свідок сивої давнини, який немале бачив на своєму віку.
Через село тече річка Горочна, права притока Пруту.

## Герб
У зеленому полі золотий дуб з листям, жолудями і вирваним корінням. У золотій главі три зелених конюшиноподібних листка в балку.

## Історія
Указом Президії Верховної Ради УРСР 23 жовтня 1940 р. Троїцька сільська рада передана з Заболотівського району до Коломийського району.
У 1958 році у Трійці нараховувалось 2094 мешканці.[джерело?] Це і тепер досить велике поселення.
У 1972 році в населеному пункті побудовано нову школу. з 1999 року директор Марчук Іванна Михайлівна. У вересні 2002 року навчальний заклад І-ІІ ст. реорганізовано у загальноосвітню школу I-III ст., а також працює консультпункт Снятинської заочної школи. З жовтня 2003 року для дітей п'ятирічного віку відкрито дошкільну групу, яку регулярно відвідують до 20 дошкільнят.[джерело?]
Слід відмітити, що всі діти віком від 6 до 18 років охоплені всеобучем та різними формами загальнообов'язкової середньої освіти.
5 червня 2025 року Верховна Рада підтримала перейменування села Троїця на Трійця. 15 червня 2025 року перейменування набуло чинності.

## Сучасність
В селі  станом  на 01.01.2017 року було 569 господарств і проживало 1848 осіб,з них:
- чоловіків — 680
- жінок — 791
- пенсіонерів — 391
- інвалідів —  55
- багатодітних сімей — 19
- малозабезпечених сімей — 10.

У селі  також наявні:
- Народний дім (завідувач — Чорней Дарія Дмитрівна)
- Бібліотека (завідувач — Соник Дарія  Іванівна)
- Фельдшерсько-акушерський пункт (завідувач Долибяник Ольга Василівна), в якому працюють чотири медичні працівники
- Сільська АТС налічує 60 абонентів.
- Жителі є власниками 17 тракторів, 12 вантажних та понад 120 легкових автомобілів.

У Троїцькій  ЗОШ І-Ш ступенів у 2016-2017 році навчалися 238 учнів 1-11 класів. Успішному засвоєнню учнями навчальної програми з основних наук сприяє 36 педагогів, з такими кваліфікаційними категоріями:
- 11 спеціалістів "Вищої категорії ";

- 11 із званням " Старший вчитель";

- 10 спеціалісти, а решта спеціалістів 2 та 1 категорій.

- 15  спеціалістів.

## Пам'ятки
На околиці села знаходиться ботанічний заказник місцевого значення Іванків.

## Населення

### Мова
Розподіл населення за рідною мовою за даними перепису 2001 року:
| Мова       | Кількість | Відсоток |
| ---------- | --------- | -------- |
| українська | 1896      | 99.89%   |
| російська  | 2         | 0.11%    |
| Усього     | 1898      | 100%     |

## Відомі люди

### Народились
- Іван Дебринюк «Непорадний»— воїн УПА ТВ-21 «Гуцульщина»[5][голе посилання][недоступне посилання з травень 2022].

### Померли
- Сербенюк Петро Іванович — Лицар Бронзового хреста заслуги УПА, керівник Заболотівського та Коломийського  районних проводів ОУН.